# 灰色の狼
灰色の狼（トルコ語: Bozkurtlar）は、トルコの極右武装組織。公的な名称は理想主義者のクラブ（トルコ語: Ülkü Ocakları)で、支持者が「Ülkücü Gençlik」(理想主義の青年)を自称することもある。

## 沿革
極右政党民族主義者行動党の青年組織として発足した。1970年代にトルコの左右の政治対立が激化すると、民族主義者行動党はまず大学で小さなセクトをつくりやがて農村の若者たちを巻き込んでいった。彼らはキャンプで軍事訓練を受け教化されアセナからインスパイアされた組織名とシンボルマークをもちいた。
1977年から本格的な行動に移り軍部の黙認を受けて、左翼的な知識人、学生に対する脅迫、テロ活動を盛んに行う。また、宗教的少数派であるアレヴィー派も彼らの標的となり、1978年には「灰色の狼」メンバーが、トルコ東南部のカフラマンマラシュで100名以上の宗教的少数派であるアレヴィー派信徒を虐殺し、13県に戒厳令が発令されるカフラマンマラシュ事件が発生した。
左翼も反撃しトルコは内乱状態になったがこの状況を打開するため軍部は、1980年9月12日に軍事クーデタを敢行し（9月12日クーデター）、全政党の活動を禁止した。民族主義者行動党も非合法化され、軍部から過去のテロ活動を危険視されたテュルケシら党幹部も投獄された。「灰色の狼」メンバーも、過去のテロ行為の疑いで、数百名が逮捕された。しかし、メンバーはすぐに釈放され一部は行いを改め、国会議員になった者もいるが職がなかったメンバーは政府に雇われてアルメニア人やクルド人指導者を暗殺した。
また警察との結びつきからトルコマフィアの手下となって借金の取立て、脅し、鎮圧、麻薬取引などに従事し、ときにはマフィアの一族に代わって権力を握ることもある。